# EU Nations Clubs Women Cup
EU Nations Clubs Cup (EU Nations Clubs Women Cup) ili EU Nations Club Cup (EU Nations Women Club Cup), zvan još EU Nations Clubs (Women) Tournament ili EU Nations Clubs (Women) Water Polo Tournament ili EU Nations Water Polo Cup – (Women) Clubs Tournament
Natjecanje su osnovali Češka, Danska, Irska, Švicarska. Natjecanje je osnovano kao EU Nations Cup, odnosno natjecanje za reprezentacije nakon ukidanja Europskog B prvenstva u vaterpolu. Kasnije je pridodano i natjecanje za klubove.
Prva sezona natjecanja bila je 2016.
U isto vrijeme održava se i muški turnir.

## Popis klubova koji su sudjelovali (2016. – 2022.)
U zagradi je godina prvog sudjelovanja.
Poredani abecedno prvo po sjedištu kluba pa zatim po nazivu, preskačući oznaku vrste kluba.
Napomena 1: U izvorima se neki klubovi navode pod različitim nazivima ili inačicama naziva - ovdje su navedeni svi takvi nazivi.
Napomena 2: Klubovi iz Velike Britanije za neka izdanja navode se na službenoj stranici kao klubovi iz VB, a za druga izdanja kao klubovi iz država sastavnica; također se u potonjem slučaju, iz nejasnog razloga, klubovima iz VB mijenja država-predstavnik kluba ovisno o izdanju, npr. engleski klub City of Coventry se navodi jedne sezone kao irski, a druge velški predstavnik ili engleski klub City of Liverpool se navodi jedne sezone kao irski, a druge kao engleski predstavnik - ovdje su klubovi razvrstani po geografskoj lokaciji i to se primjenjuje i u donjoj tablici "izdanja".
Austrija
- WBC Tirol, Innsbruck (2019.)

Češka
- Češka reprezentacija (2022.)
- Slavoj Vyšehrad, Prag (2019.)
- UKVP Stepp Praha, Prag (2016.)
- Asten Johnson Fezko Strakonice / AJ Fezko Strakonice, Strakonice (2022.)

Danska
- Tommerup SK, Tommerup (2018.)

Engleska
- City of Coventry WP, Coventry (2016.)
- City of Liverpool WP, Liverpool (2017.)
- London Otter, London (2019.)

Finska
- Turun Uimarit, Turku (2018.)

Mađarska
- Szentesi VK, Szentes (2022.)

Njemačka
- SC Chemnitz, Chemnitz (2016.)

Slovačka
- KVP Kúpele Piešťany / KVP Piešťany, Piešťany (2022.)
- PVK Vrútky, Vrútky (2018.)

Srbija
- ŽVK Crvena zvezda, Beograd (2017.)

Švedska
- Järfälla Vattenpolo / Järfälla VP, Järfälla (2016.)

Tajland
- Bangkok WPC, Bangkok (2019.)

## Izdanja
Kazalo
* U zagradi je broj klubova, odnosno država, koji je inicijalno trebao sudjelovati na turniru; izbačeni ili odustali.
| Lokacija | Godina | Broj * država | Broj * klubova | Broj * klubova | Prvaci                    | rez. | #2                       | #3                 | #4               | #1 nakon osnovnog dijela | Ref                                       |
| Lokacija | Godina | Broj * država | liga           | doigr.         | Prvaci                    | rez. | #2                       | polufinalisti      | polufinalisti    | #1 nakon osnovnog dijela | Ref                                       |
| -------- | ------ | ------------- | -------------- | -------------- | ------------------------- | ---- | ------------------------ | ------------------ | ---------------- | ------------------------ | ----------------------------------------- |
|          | 2023.  |               |                |                |                           |      |                          |                    |                  |                          |                                           |
| Prag     | 2022.  | 7             | 10             | 2              | Szentesi VK               | 15:7 | Järfälla                 | PVK Vrútky         | KVP Piešťany     | grupe A i B              | [ 12 ]                                    |
|          | 2021.  |               |                |                |                           |      |                          |                    |                  |                          |                                           |
| Prag     | 2020.  |               |                |                |                           |      |                          |                    |                  |                          | [ 13 ]                                    |
| Prag     | 2019.  | 8             | 10             | 2              | Bangkok WPC               |      | City of Liverpool        | London Otter       | PVK Vrútky       | grupe A i B              | [ 14 ] [ 15 ] [ 16 ]                      |
| Prag     | 2018.  | 7             | 8              | 4              | City of Liverpool         | 9:5  | City of Coventry         | Crvena zvezda      | Turun Uimarit    | grupe A i B              | [ 17 ] [ 18 ] [ 19 ] [ 20 ]               |
| Prag     | 2017.  | 5             | 6              | –              | City of Liverpool [5–0–0] | –    | SC Chemnitz [––]         | Järfälla [––]      | UKVP Stepp [––]  | –                        | [ 21 ] [ 22 ] [ 23 ]                      |
| Prag     | 2016.  | 4             | 4              | –              | SC Chemnitz [2–1–0]       | –    | City of Coventry [2–1–0] | UKVP Stepp [1–0–2] | Järfälla [0–0–3] | –                        | [ 24 ] [ 25 ] [ 26 ] [ 27 ] [ 28 ] [ 29 ] |

### Vječna ljestvica
zaključno sa izdanjem 2022. 
| Nepoznata kratica »« | Klub              | Sjedište  | Prvak | Drugi | TOP4 | Ostali nazivi; Napomene |
| -------------------- | ----------------- | --------- | ----- | ----- | ---- | ----------------------- |
|                      | City of Liverpool | Liverpool | 2     | 1     |      |                         |
|                      | SC Chemnitz       | Chemnitz  | 1     | 1     |      |                         |
|                      | Szentesi VK       | Szentes   | 1     | 0     |      |                         |
|                      | Bangkok WPC       | Bangkok   | 1     | 0     |      |                         |
|                      | City of Coventry  | Coventry  | 0     | 2     |      |                         |
|                      | Järfälla          | Järfälla  | 0     | 1     |      |                         |

## Nagrade
| Sezona | MVP                               | Najbolji strijelac                |
| ------ | --------------------------------- | --------------------------------- |
| 2023.  | ()                                | ()                                |
| 2022.  | Vivien Boncza (Szentesi VK)       | Iva Drnková (AJ Fezko Strakonice) |
| 2021.  | ()                                | ()                                |
| 2020.  | ()                                | ()                                |
| 2019.  | ()                                | ()                                |
| 2018.  | Katie Hesketh (City of Liverpool) | ()                                |
| 2017.  | Lois Hazell (Järfälla)            | Nicole Vunder (SC Chemnitz)       |
| 2016.  | Fran Clayton (City of Coventry)   | María Pilar Gancedo Maestro ()    |

## Vanjske poveznice
- eunwp.eu